# Richard Dunne
Richard Dunne (Dublin, 1979. szeptember 21. –) ír válogatott labdarúgó.

## Karrierje

### Everton
Gyerekkorában a Home Farm FC elnevezésű fővárosi csapatban játszott, innen szerződtette tizenöt éves korában az Everton.
Tagja volt a Youth Cup-győztes csapatnak, olyan játékosok társaságában, mint Tony Hibbert vagy Leon Osman.
A felnőttcsapatban 1997-ben, tizenhét évesen mutatkozott be, Joe Royle edzősködése idején.

### Manchester City
A Manchester Cityhez 2000 őszén került hárommillió font ellenében.
Első idényében ő volt a védelem állandó pontja, mellette többen váltották egymást, például Andy Morrison vagy Steve Howey. Első szezonját követően a City kiesett a másodosztályba, ekkor Dunne helyzetét folyamatos fegyelmi vétségek nehezítették, és úgy nézett ki, hogy nem lesz hosszú ideig a csapat játékosa. Azonban néhány hónap alatt visszaverekedte magát az első csapatba.
2005-ben ő lett a klubnál az év játékosa, ezt a tettet a következő három szezonban is sikerült megismételnie, ezzel ő lett a csapat történetének első játékosa, aki négyszer kapta meg ezt az elismerést. 2006-ban őt nevezték ki csapatkapitánynak, miután Sylvain Distin úgy nézett ki, hogy távozni fog a csapattól.
2008 nyarán négy évvel meghosszabbította szerződését.
Utolsó, 2008-09-es szezonjában negyvenhét alkalommal lépett pályára, és szeptember 21-én huszonkilencedik születésnapját góllal ünnepelte a Portsmouth 6–0-s kiütése alkalmával. 2009 januárjában megkapta nyolcadik Premier League-piros lapját, ezzel beállította Patrick Vieira és Duncan Ferguson rekordját.

### Aston Villa
Kolo Touré és Joleon Lescott szerződtetésével Dunne létszámfölöttivé vált, és végül 2009. augusztus 27-én jelentette be hivatalosan az Aston Villa a leigazolását. Átigazolásának díja ötmillió font volt, és Dunne négyéves szerződést írt alá a klubbal.
Első mérkőzését a Birmingham ellen játszotta, amely 1–0-s győzelemmel zárult. Kezdőként először a Blackburn ellen lépett pályára. Első gólját korábbi klubja ellen szerezte meg október 5-én, a végeredmény ezen az összecsapáson 1–1 lett. Miután nem ünnepelte meg szerzett gólját, nagy tapsot kapott a vendégtábortól. Következő góljára egy hónapot kellett várni, ez végül a Chelsea elleni győzelem alkalmával született meg.
2011-ben őt és csapattársát, James Collinst egyaránt két-kétszázezer fontra büntette meg az Aston Villa edzésmulasztás miatt. Ez mindkettejüknek nagyjából kétheti fizetésüknek felelt meg.
2011. szeptember 25-e óta övé a legtöbb öngól rekordja. Ekkor a QPR ellen kilencedszer talált saját kapujába. A 2011-12-es szezonban egyébként első gólját a Sunderland ellen szerezte.

### Válogatott
Az ír labdarúgó-válogatottban 2000. április 16-án mutatkozott be, egy Görögország elleni 1–0-s vereség alkalmával. Első gólját nagyjából két hónappal később, Mexikó ellen szerezte.
Első gólját tétmérkőzésen az észtek ellen lőtte 2001-ben. Tagja volt a világbajnokságra utazó ír keretnek is. Végül a Roy Keane-affér után csapatkapitánynak kinevezett Steve Staunton és Gary Breen mögött egyetlen mérkőzésen sem jutott szóhoz. Hasonlóan korlátozottak voltak a lehetőségei az Eb-selejtezőkön, miután olyan konkurenciái akadtak, mint a feltörekvő John O'Shea vagy Kenny Cunningham.
2008-ban, amikor korábbi csapattársa, Staunton lett a szövetségi kapitány, ismét többet játszott. Végül a 12 selejtezőből mindössze hármat hagyott ki, sérülés, illetve eltiltás miatt.
A 2010-es vb selejtezői előtt a szövetségi kapitány az olasz Giovanni Trapattoni lett. Ekkor minden egyes mérkőzésen játszott, Bulgária ellen a meccs emberének választották. Részt vett a Franciaország ellen vitatott körülmények között elvesztett pótselejtezőn is.

## Sikerei, díjai

### Klub
- Everton:
  - FA Youth Cup: 1998
- Manchester City:
  - Másodosztály: 2001-02
  - Ligakupa-döntős: 2010

### Egyéni
- PFA év csapata-tag: 2010
- Az év ír labdarúgója: 2007, 2011

## Statisztika

### Klub
| Teljesítmény klubjában | Teljesítmény klubjában | Teljesítmény klubjában | Bajnokság | Bajnokság | Kupa    | Kupa    | Ligakupa   | Ligakupa   | Nemzetközi | Nemzetközi | Összesen | Összesen |
| Szezon                 | Klub                   | Bajnokság              | Mérk.     | Gól       | Mérk.   | Gól     | Mérk.      | Gól        | Mérk.      | Gól        | Mérk.    | Gól      |
| Anglia                 | Anglia                 | Anglia                 | Bajnokság | Bajnokság | FA-kupa | FA-kupa | League Cup | League Cup | Európa     | Európa     | Összesen | Összesen |
| ---------------------- | ---------------------- | ---------------------- | --------- | --------- | ------- | ------- | ---------- | ---------- | ---------- | ---------- | -------- | -------- |
| 1996–97                | Everton                | Premier League         | 7         | 0         | 1       | 0       | 0          | 0          | 0          | 0          | 8        | 0        |
| 1997–98                | Everton                | Premier League         | 3         | 0         | 1       | 0       | 0          | 0          | 0          | 0          | 4        | 0        |
| 1998–99                | Everton                | Premier League         | 16        | 0         | 2       | 0       | 2          | 0          | 0          | 0          | 20       | 0        |
| 1999–00                | Everton                | Premier League         | 31        | 0         | 4       | 0       | 1          | 0          | 0          | 0          | 36       | 0        |
| 2000–01                | Everton                | Premier League         | 3         | 0         | 0       | 0       | 1          | 0          | 0          | 0          | 4        | 0        |
| Összesen               | Összesen               | Összesen               | 60        | 0         | 8       | 0       | 4          | 0          | 0          | 0          | 72       | 0        |
| 2000–01                | Manchester City        | Premier League         | 25        | 0         | 3       | 0       | 0          | 0          | 0          | 0          | 28       | 0        |
| 2001–02                | Manchester City        | First Division         | 43        | 1         | 3       | 0       | 3          | 0          | 0          | 0          | 49       | 1        |
| 2002–03                | Manchester City        | Premier League         | 25        | 0         | 0       | 0       | 1          | 0          | 0          | 0          | 26       | 0        |
| 2003–04                | Manchester City        | Premier League         | 29        | 0         | 5       | 0       | 2          | 0          | 4          | 0          | 40       | 0        |
| 2004–05                | Manchester City        | Premier League         | 35        | 1         | 1       | 0       | 0          | 0          | 0          | 0          | 36       | 1        |
| 2005–06                | Manchester City        | Premier League         | 32        | 3         | 5       | 0       | 1          | 0          | 0          | 0          | 38       | 3        |
| 2006–07                | Manchester City        | Premier League         | 38        | 1         | 5       | 0       | 1          | 0          | 0          | 0          | 44       | 1        |
| 2007–08                | Manchester City        | Premier League         | 36        | 0         | 3       | 0       | 3          | 0          | 0          | 0          | 42       | 0        |
| 2008–09                | Manchester City        | Premier League         | 31        | 1         | 1       | 0       | 1          | 0          | 14         | 0          | 47       | 1        |
| 2009–10                | Manchester City        | Premier League         | 2         | 0         | 0       | 0       | 0          | 0          | 0          | 0          | 2        | 0        |
| Total                  | Total                  | Total                  | 296       | 7         | 26      | 0       | 12         | 0          | 18         | 0          | 352      | 7        |
| 2009–10                | Aston Villa            | Premier League         | 35        | 3         | 4       | 0       | 5          | 0          | 0          | 0          | 44       | 3        |
| 2010–11                | Aston Villa            | Premier League         | 32        | 0         | 2       | 0       | 1          | 0          | 0          | 0          | 35       | 0        |
| 2011–12                | Aston Villa            | Premier League         | 15        | 1         | 2       | 1       | 2          | 0          | 0          | 0          | 19       | 2        |
| Összesen               | Összesen               | Összesen               | 82        | 4         | 7       | 0       | 8          | 0          | 0          | 0          | 97       | 4        |
| Karrierje összesen     | Karrierje összesen     | Karrierje összesen     | 438       | 11        | 40      | 0       | 24         | 0          | 18         | 0          | 520      | 11       |

### Válogatott góljai
| Időpont             | Helyszín                                         | Ellenfél     | Eredmény | Kiírás       | # |
| ------------------- | ------------------------------------------------ | ------------ | -------- | ------------ | - |
| 2000. június 4.     | Soldier Field, Chicago, USA                      | Mexikó       | 2–2      | U.S. Cup     | 1 |
| 2000. október 11.   | Lansdowne Road, Dublin                           | Észtország   | 2–0      | Vb-selejtező | 2 |
| 2001. június 6.     | Lilleküla Stadion, Tallinn, Észtország           | Észtország   | 2–0      | Vb-selejtező | 3 |
| 2003. szeptember 9. | Lansdowne Road, Dublin                           | Törökország  | 2–2      | Barátságos   | 4 |
| 2006. október 7.    | GSP Stadion, Nicosia, Ciprus                     | Ciprus       | 2–5      | Eb-selejtező | 5 |
| 2009. március 28.   | Croke Park, Dublin                               | Bulgária     | 1–1      | Vb-selejtező | 6 |
| 2009. június 6.     | Vaszil Levszki Nemzeti Stadion, Szófia, Bulgária | Bulgária     | 1–1      | Vb-selejtező | 7 |
| 2011. október 11.   | Aviva Stadion, Dublin                            | Örményország | 2–1      | Eb-selejtező | 8 |